# Wakkerendijk 9
Wakkerendijk 9 is een rijksmonument aan de Wakkerendijk in Eemnes in de provincie Utrecht.
Het pand werd gebouwd in de achttiende eeuw, maar reeds in 1707 wordt melding gemaakt van bewoning op deze plek. In de negentiende eeuw waren Pieter Perier en zijn vrouw Beatrix met hun zoon Jan eigenaar van het pand. Ze werkten als kastelein in het belendende pand 'Herberg De Lindeboom'. Van 1887 tot 1961 werd het gebruikt als manufacturenwinkel. Daarna werd er een smederij annex ijzerwinkel in gevestigd. In het bovenlicht van de voordeur staat de tekst Smederij J. Eek.